# Springsure
Springsure – miasto w Australii, w stanie Queensland w regionie Central Highlands. W latach 1879–2008 było ośrodkiem administracyjnym hrabstwa Bauhinia (w 2008 hrabstwo zostało rozwiązane na rzecz nowo utworzonego regionu Central Highlands).